# Lázaro Pérez Angulo
Lázaro María Pérez Ángulo (Cartagena, República de la Gran Colombia, 1824-Vichy, Francia, 1892) fue un político, empresario, militar, diplomático, poeta y periodista colombiano, que se desempeñó como Ministro Plenipotenciario de ese país en Alemania.
Miembro del Partido Conservador, fue muy cercano a Julio Arboleda. Comenzó su carrera militar en las guerras civiles de Colombia del siglo XIX, alcanzando el grado de Coronel durante la Guerra civil de 1860-1862, y el de General durante la Guerra de las Escuelas. Posteriormente fue nombrado Cónsul en El Salvador, ejerciendo el cargo entre 1883 y 1889, y en 1890 fue nombrado Ministro Plenipotenciario en Alemania. Fue Secretario del Senado de Colombia. 
Paralelamente, se dedicó también a la producción periodística y literaria, llegando a ser director de la Imprenta Nacional de Colombia. Así mismo, fue editor del periódico El Porvenir (fundado en 1855), El Vergel Colombiano (fundado en 1875) y fundador en 1889 del periódico El Heraldo: Comercio, industria, literatura, noticias y variedades. Fue miembro de la Asociación Literaria Internacional, fundada en 1880 por José María Torres Caicedo. Fundó en 1870 la librería Torres Caicedo, convirtiéndose en algunos años uno de los mayores comerciantes de libros del país y del continente.
En 1887 lanzó un ambicioso proyecto llamado “Poetas Hispano-Americanos”, que estaría conformado como una enciclopedia, de 70 tomos cada uno de 500 páginas. En asocio con José María Rivas Groot; el primer ejemplar fue lanzado en 1889; sin embargo, el proyecto se detuvo con la muerte de Pérez, habiendo sido este el único tomo.
Falleció inesperadamente en 1892, en Francia, cuando se dirigía Alemania, donde ejercía como cónsul. Sus negocios fueron continuados por su hijo, el banquero José Joaquín Pérez Orrantia, quien posteriormente llegaría a ser el primer gerente del Banco de la República.
En su homenaje, el Congreso ordenó poner un retrato suyo en sala de sesiones de la Cámara de Representantes.